# Lista monumentelor istorice din județul Mureș - U

Simbol pentru monumentele istorice

Lista monumentelor istorice din județul Mureș - U cuprinde monumentele istorice înscrise în Patrimoniul cultural național al României și aflate în localități ce încep cu litera U din județul Mureș.
Lista completă este menținută și actualizată periodic de către Ministerul Culturii, Cultelor și Patrimoniului Național din România, prin intermediul Institutului Național al Patrimoniului, ultima versiune datând din 2015. Această listă cuprinde și actualizările ulterioare, realizate prin ordin al ministrului culturii.
| Cod LMI                          | Denumire                                     | Localitate                               | Localizare              | Datare, Creatori | Imagine      | Erori             |
| -------------------------------- | -------------------------------------------- | ---------------------------------------- | ----------------------- | ---------------- | ------------ | ----------------- |
| MS-II-m-B-16058 (RAN: 115566.03) | Biserica evanghelică și turnul-clopotniță    | sat Uila; comuna Batoș                   | 114                     | 1728, 1778       | Alte imagini | Raportează eroare |
| MS-II-a-A-16059                  | Ansamblul bisericii de lemn „Sf. Arhangheli” | sat Urisiu de Jos; comuna Chiheru de Jos | 104, în cimitirul vechi | sec. XVIII - XIX | Alte imagini | Raportează eroare |
| MS-II-m-A-16059.01               | Biserica de lemn „Sf. Arhangheli”            | sat Urisiu de Jos; comuna Chiheru de Jos | 104, în cimitirul vechi | 1747,1848        |              | Raportează eroare |
| MS-II-m-A-16059.02               | Clopotniță de lemn                           | sat Urisiu de Jos; comuna Chiheru de Jos | 104, în cimitirul vechi | sec. XVIII       |              | Raportează eroare |
| MS-II-m-A-16060                  | Biserica de lemn „Sf. Treime”, cu clopotnița | sat Urisiu de Sus; comuna Chiheru de Jos | 178                     | sec. XVIII,1852  | Alte imagini | Raportează eroare |